# Jimmy Britt

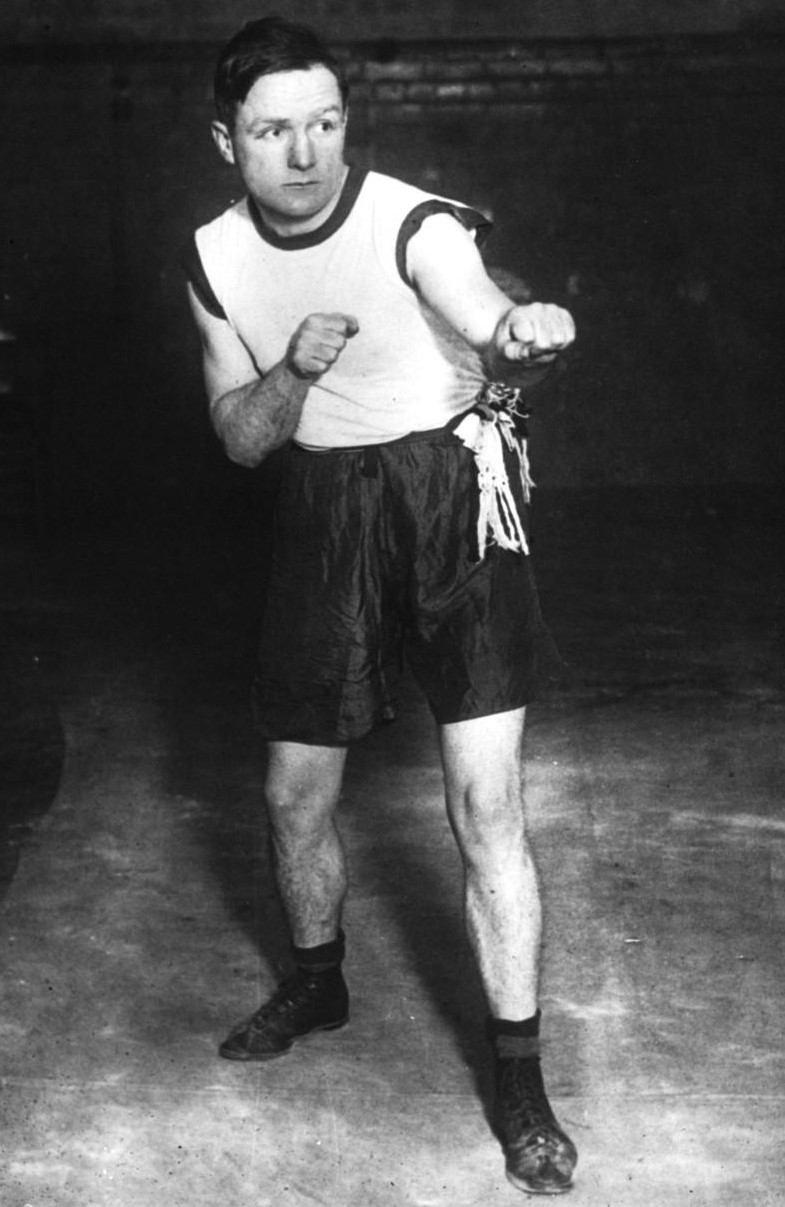
Jimmy Britt

Jimmy Britt (* 5. Oktober 1879 in San Francisco, USA; † 12. Januar 1940 ebenda) war ein US-amerikanischer Boxer im Leichtgewicht.

## Profikarriere
Im Jahre 1902 debütierte Britt erfolgreich mit einem einstimmigen Punktsieg gegen Toby Irwin.
Am 20. Dezember 1904 boxte Britt gegen Battling Nelson um den linearen Weltmeistertitel um besiegte ihn über 20 Runden durch einstimmigen Beschluss.
Diesen Titel verlor er allerdings bereits im September des darauffolgenden Jahres im Rückkampf gegen Nelson nach Punkten.
Im Jahre 1909 beendete Britt nach zwei Pleiten gegen den Briten Johnny Summers seine Karriere.